# ناودیپ بینز
ناودیپ بینز (انگلیسی: Navdeep Bains؛ زادهٔ ۱۶ ژوئن ۱۹۷۷) یک سیاست‌مدار اهل کانادا است. او وزیر نوآوری، علم و توسعه اقتصادی کانادا است.